# Heartbeat (King Crimson)
Heartbeat è un singolo della progressive rock band inglese King Crimson, tratto dall'album Beat (1982).

## Tracce
Testi e musiche di Adrian Belew, Bill Bruford, Robert Fripp e Tony Levin.

### Edizione 7"
1. "Heartbeat"
2. "Requiem" (abridged)

### Edizione 12"
1. "Heartbeat"
2. "Neal and Jack and Me"
3. "Sartori in Tangier"

## Formazione
- Adrian Belew – chitarra, voce principale
- Robert Fripp – chitarra, organo, Frippertronics
- Tony Levin – Chapman Stick, basso, voce di supporto
- Bill Bruford – batteria